# Підводні розломи
Підводні розломи (англ. submarine faults; нім. submarine Brüche m pl) — зони глибоких порушень земної кори в океанах довжиною декілька тис. км і шириною — 100—200 км з великими (до 1000 км і більше) горизонтальними зміщеннями лінійних магнітних аномалій. Рельєф дна цих зон характеризується чергуванням асиметричних підводних хребтів і вузьких долиноподібних депресій.
Приклади: розломи Мендосино, Пайонір, Маррі (Меррей) в Тихому океані. У зах. частині Тихого океану розташовані складніші П.р. — зони інтенсивного брилового розчленування із зубчастими піками висотою 1–1,5 км, між якими — глибокі провали-ущелини. У межах Серединно-Атлантичного хребта описані наскрізні глибокі ущелини (наприклад, Вема), подібні розломи є також у Індійському океані. Син. — океанічні розломи.